# Processo SME
Il processo SME è una complessa vicenda giudiziaria riguardante la mancata vendita della SME (comparto agro-alimentare dell'IRI, il cui presidente era Romano Prodi) alla CIR di Carlo De Benedetti.
Lo svolgimento del processo è stato di particolare interesse presso l'opinione pubblica data la rilevanza politica degli imputati, tra i quali Silvio Berlusconi e Cesare Previti.

## Storia

### Vicenda SME
La vicenda SME risale al 1985, quando l'IRI e la Buitoni (società appartenente al gruppo CIR) raggiunsero un'intesa per la vendita del 64,36% del capitale sociale della SME ad un valore di mercato in linea con le perizie effettuate dai periti dell'Università Bocconi, dal CdA dell'IRI all'unanimità, da una perizia disposta dal Ministro Clelio Darida, da un voto unanime della Commissione Bilancio, e dal CIPE.
Il valore venne stabilito in 497 miliardi di lire, da una perizia del professor Roberto Poli (all'epoca docente di ragioneria generale presso l'Università Cattolica del Sacro Cuore di Milano). Una perizia successiva effettuata dal professor Luigi Guatri (all'epoca rettore dell'Università Bocconi) confermò la stima di Poli.
Le perizie private fatte dalla controparte e presentate successivamente durante lo stesso processo, attestarono un valore commerciale della SME pari a 472,6 miliardi secondo la Ferrero (in cordata per l'acquisizione della SME con la Barilla e la Fininvest) e 492 miliardi secondo la perizia della stessa Barilla, quindi, in realtà, la cifra chiesta e accettata dalla commissione bilancio presieduta da Paolo Cirino Pomicino era addirittura superiore di 27 miliardi in un caso e di 7 nell'altro.
Altre ditte erano però interessate alla trattativa: oltre alla cordata Barilla-Ferrero-Fininvest che aveva presentato una offerta di 600 miliardi, vi erano offerte ancora più elevate da parte della Lega delle Cooperative, dell'Unicoop e della Cofima (gruppo di imprenditori meridionali), e l'accordo con la Buitoni fu ritenuto non vincolante.
La Buitoni di De Benedetti quindi citò l'IRI in giudizio davanti al Tribunale di Roma, ma il ricorso della Buitoni non fu accolto nei tre gradi di giudizio in quanto fu ritenuto che l'IRI non aveva la corretta delega alla cessione della partecipazione nella SME.

### Inchiesta giudiziaria
L'inchiesta giudiziaria fu aperta dalla Procura di Milano mentre indagava sui conti del finanziere Franco Ambrosio, conosciuto come il «re del grano». I magistrati, partendo da alcuni suoi conti, risalirono a quelli di Pietro Barilla (in affari con Ambrosio) e ne scoprirono uno usato da Barilla per pagare tangenti a DC e PSI. Da quel conto, il 2 maggio e il 26 luglio 1988, partirono due bonifici (750 milioni e un miliardo di lire) destinati all'avvocato Attilio Pacifico. Secondo l'accusa il primo bonifico fu ritirato in contanti, portato in Italia e consegnato in parte al giudice Filippo Verde (200 milioni), mentre il secondo lasciò tracce documentali che ne ricostruirono il percorso: 850 milioni finirono sul conto Mercier, intestato a Cesare Previti, mentre 100 milioni andarono al conto Rowena del giudice Renato Squillante.
Un altro filone d'indagine, iniziato nel 1995 in seguito alla testimonianza di Stefania Ariosto, accertò, tramite le rogatorie con la Svizzera, che Squillante aveva un conto bancario comunicante con quello di Cesare Previti, e che il 6 marzo 1991 partì un bonifico di 434.404 dollari (circa mezzo miliardo di lire) dal conto Ferrido (della Fininvest) al conto Mercier: nella stessa giornata la stessa cifra passò dal conto Mercier al conto Rowena.
Il processo SME cominciò il 9 marzo 2000 al Tribunale di Milano dal sospetto che la sentenza di primo grado del 1986 fosse stata comprata attraverso il versamento di tangenti da parte di Silvio Berlusconi (proprietario della Fininvest), al giudice Filippo Verde, presidente del Tribunale civile di Roma, al giudice Renato Squillante, agli avvocati Cesare Previti e Attilio Pacifico (il primo dei quali era legale della Fininvest).
Dopo un lungo iter processuale, il 30 novembre 2006 la Corte di Cassazione stabilì che la Procura di Milano non avrebbe mai dovuto iniziare le indagini, in quanto incompetente, annullando le sentenze emesse dal Tribunale e dalla Corte d'appello di Milano.

## Capi di imputazione
È stato imputato di corruzione in atti giudiziari (capo A):
- Renato Squillante, ex capo dei GIP di Roma (chiesti 11 anni e 4 mesi).

È stato imputato di corruzione ai fini della mancata vendita della SME (capo B):
- Filippo Verde, giudice civile romano (chiesti 4 anni e 8 mesi).

Sono stati imputati di entrambi i capi d'accusa:
- Attilio Pacifico e Cesare Previti, avvocati civilisti (chiesti 11 anni);
- Silvio Berlusconi, imprenditore e politico (chiesti 8 anni).

Sono stati imputati di favoreggiamento:
- Mariano Squillante, figlio di Renato Squillante (chiesto 1 anno e 10 mesi);
- Fabio Squillante, figlio di Renato Squillante (chiesto 1 anno e 6 mesi);
- Olga Savtchenko, moglie di Fabio Squillante (chiesto 1 anno);
- Francesco Misiani, ex PM romano (chiesti 6 mesi).

Nel giugno 2003, grazie alla legge sull'immunità per le cinque cariche istituzionali più alte (lodo Schifani), la posizione di Silvio Berlusconi, Presidente del Consiglio in carica, è stata stralciata dal processo.
Il 13 gennaio 2004 la Corte costituzionale dichiarò l'incostituzionalità del lodo Schifani, perché in contrasto con l'articolo 24 della Costituzione che proclama il diritto inviolabile alla difesa. Esso sarebbe stato violato perché la legge in questione imporrebbe la sospensione del processo anche contro la volontà dell'imputato, precludendogli la possibilità di dimostrare la propria innocenza subito nel contraddittorio. Il processo nei confronti di Silvio Berlusconi riparte quindi separatamente.

## Sentenza del 22 novembre 2003
Dopo oltre tre anni e mezzo dall'inizio del processo, la I sezione penale del Tribunale di Milano ha condannato:
- Attilio Pacifico per corruzione semplice (capo A) a 4 anni di reclusione, interdizione di 5 anni dai pubblici uffici, 5 anni dalla professione di avvocato[6];
- Cesare Previti per corruzione semplice (capo A) a 5 anni di reclusione, interdetto in perpetuo dai pubblici uffici, 5 anni dalla professione di avvocato[6];
- Renato Squillante per corruzione in atti giudiziari a 8 anni di reclusione, interdetto in perpetuo dai pubblici uffici[6].

La corte ha assolto:
- Francesco Misiani dall'accusa di favoreggiamento perché il fatto non sussiste;
- Attilio Pacifico, Cesare Previti e Filippo Verde dall'accusa di corruzione ai fini della mancata vendita della SME (capo B) perché il fatto non sussiste;
- Olga Savtchenko dall'accusa di favoreggiamento perché il fatto non costituisce reato;

I giudici hanno inoltre dichiarato prescritto il reato di favoreggiamento commesso da Fabio e Mariano Squillante, grazie alle attenuanti generiche.
Sentenza: «Visti gli articoli 533, 535 del codice di procedura penale dichiara Pacifico Attilio, Previti Cesare e Squillante Renato, responsabili del reato loro ascritto al capo A ed esclusa la continuazione interna e qualificato il fatto nei confronti di Pacifico e Previti come violazione degli articoli 319 e 321 del codice penale condanna Pacifico Attilio alla pena di 4 anni di reclusione, di Previti Cesare alla pena di anni 5 di reclusione, Squillante Renato alla pena di anni 8 di reclusione e tutti i suddetti in solido al pagamento delle spese processuali. Il Tribunale assolve Pacifico Attilio, Previti Cesare e Verde Filippo dalla imputazione loro ascritta al capo B perché il fatto non sussiste. Assolve Misiani Francesco dalle imputazioni a lui ascritte, perché il fatto non sussiste. Assolve Savtchenko Olga dalla imputazione a lei ascritta perché il fatto non costituisce reato. Dichiara di non doversi procedere nei confronti di Squillante Fabio e Squillante Mariano in ordine alle imputazioni loro ascritte, perché, riconosciute ad entrambi le circostanze attenuanti generiche, il reato è estinto per intervenuta prescrizione».

## Sentenza del 10 dicembre 2004
Nel procedimento stralcio la I sezione penale del Tribunale di Milano ha assolto Silvio Berlusconi dall'accusa di corruzione relativa alla vicenda SME (capo B) perché il fatto non sussiste e ha dichiarato prescritto il reato di corruzione semplice (capo A), commesso dall'imputato, grazie alle attenuanti generiche.
Sentenza: «Visto l'articolo 531 CPP dichiara non doversi procedere nei confronti di Berlusconi Silvio in ordine al reato di corruzione ascrittogli al capo A) limitatamente al bonifico in data 06-7 marzo 1991 perché, qualificato il fatto per l'imputato come violazione degli articoli 319 e 321 C.P. e riconosciute le circostanze attenuanti generiche, lo stesso è estinto per intervenuta prescrizione; visto l'articolo 530 CO.2 C.P.P. assolve Berlusconi Silvio dal reato di corruzione relativo al bonifico in data 26-29 luglio 1988 contestato al capo A) per non aver commesso il fatto; visto l'articolo 530 C.P.P. assolve Berlusconi Silvio dagli altri fatti di corruzione contestati al capo A) per non aver commesso il fatto; Visto l'articolo 530 CO.2 C.P.P., assolve Berlusconi Silvio dal reato di corruzione a lui ascritto al capo B) perché il fatto non sussiste».

## Sentenza del 2 dicembre 2005
La II Corte d'appello di Milano ha confermato le condanne per:
- Attilio Pacifico per corruzione semplice (capo A) a 4 anni di reclusione[10];
- Cesare Previti per corruzione semplice (capo A) a 5 anni di reclusione[10].

La corte ha ridotto la condanna di:
- Renato Squillante per corruzione in atti giudiziari (capo A) a 7 anni (dagli 8 del primo grado)[10].

Per il resto, i giudici hanno confermato le assoluzioni e prescrizioni del primo grado.
Sentenza: «Visti gli articoli 592 e 605 cpp, in parziale riforma della sentenza emessa dal Tribunale di Milano in data 22/11/2003, appellata dagli imputati Pacifico Attilio, Previti Cesare, Squillante Renato, Squillante Mariano e Squillante Fabio, nonché dal Procuratore della Repubblica e dalla parte civile Cir Spa, riduce la pena inflitta a Squillante Renato ad anni 7 di reclusione. Conferma nel resto. Rigetta la domanda risarcitoria avanzata dalla parte civile Cir spa con l'atto di appello nei confronti di Pacifico Attilio, Previti Cesare e Squillante Renato relativamente al capo a della rubrica».

## Sentenza di Cassazione del 30 novembre 2006
Il 30 novembre 2006 la Cassazione, stabilendo che i fatti contestati a Cesare Previti, Attilio Pacifico e Renato Squillante erano avvenuti a Roma, e che questi fatti riguardano dei magistrati, dichiara che la Procura di Milano non avrebbe nemmeno potuto iniziare il procedimento penale, in quanto incompetente. Le sentenze di condanna emesse dal tribunale di Milano vengono quindi annullate.
L'anno seguente, su richiesta della procura competente, il GIP di Perugia ha archiviato la vicenda per intervenuta prescrizione.

## Sentenza del 27 aprile 2007
La II sezione della Corte d'appello di Milano ha assolto:
- Silvio Berlusconi per non aver commesso il fatto (capo A) e perché il fatto non sussiste (capo B)[12].

Sentenza: «Visto l'articolo 605 cpp, in riforma della sentenza del tribunale di Milano in data 10 dicembre 2004, assolve Silvio Berlusconi dal reato a lui ascritto sub capo A) ai sensi dell'articolo 530 comma 2 del codice di procedura penale, per non aver commesso il fatto, e dal reato a lui ascritto sub capo B) ai sensi dell'articolo 530 comma 1 cpp perché il fatto non sussiste».

## Sentenza del 26 ottobre 2007
La VI sezione penale della Corte di Cassazione ha rigettato il ricorso presentato dalla Procura generale di Milano contro la sentenza con cui la Corte d'appello del capoluogo lombardo aveva pronunciato l'assoluzione nei confronti di Silvio Berlusconi.

## Sentenza del 30 gennaio 2008
La I sezione penale del Tribunale di Milano ha assolto Silvio Berlusconi dall'accusa di falso in bilancio per le attività Fininvest tra il 1986 e il 1989, nell'ambito dell'ultimo stralcio del processo SME, in quanto «i fatti non sono più previsti dalla legge come reato» dalla modifica introdotta dal Decreto legislativo 11 aprile 2002, n. 61, varato dallo stesso governo Berlusconi.
Questa parte dell'inchiesta era stata stralciata dal troncone principale dopo che i magistrati milanesi si erano rivolti alla Corte di giustizia europea, chiedendo di valutare la corrispondenza tra la normativa italiana e le direttive comunitarie.

## Conclusioni
Per i giudici non ci sono prove che la sentenza del Tribunale civile di Roma, relativa alla vicenda SME, fosse comprata, per cui gli imputati sono stati assolti. È stato invece dimostrato che il giudice Renato Squillante era «a libro paga» della Fininvest, tramite gli avvocati Attilio Pacifico e Cesare Previti (reato di corruzione in atti giudiziari commesso ma prescritto).
Silvio Berlusconi è stato assolto sia dall'accusa di corruzione relativo alla sentenza SME, sia dall'accusa di corruzione relativa ai versamenti in contanti pagati da Previti a Squillante (raccontati da Stefania Ariosto) e al bonifico Orologio del 1991.